# Prakaranapada
Prakaranapada, composto por Vasumitra, é um dos sete textos do abidarma Sarvastivada. A versão chinesa foi traduzida por Xuanzang as: T26, No. 1542, 阿毘達磨品類足論, 尊者世友造, 三藏法師玄奘奉　詔譯, , em 18 fascículos; com outra tradução parcial por Gunabhadra e Bodhiyasha: T26, No. 1541, 眾事分阿毘曇論, 尊者世友造, 宋天竺三藏求那跋陀羅, 共菩提耶舍譯, em 12 fascículos. Seu comentário, o Pañcca- vastu- Vibhasa (五事毘婆沙論 T 1555), escrito por Dharmatrāta, foi também traduzido por Xuanzang.
Este é o maior texto do período central do abidarma. Influenciou outras escolas não-Sarvastivada, apesar de não fazê-lo da maneira polarizadora que os textos posteriores Jnanaprasthana e Vibhasa fizeram. Seu formato para análise de darmas é usado por exemplo, pelo Maha Prajnaparamita Upadesha, que também afirma que os primeiros quatro capítulos foram compostos por Vasumitra, com os outros quatro capítulos sendo por arhats da Caxemira. Yinshun considera este Vasumitra como sendo o mesmo Vasumitra que aparece mais tarde no Mahahvibhasa.
Isto parece indicar que antes da posterior formalização das doutrinas Sarvastivada, o Vijnanakaya e o Prakaranapada eram talvez representantes de diversas linhas de pensamento diferentes, sendo ofuscados apenas posteriormente pelo Vibhasa e sua ortodoxia.
Ele contém dois sistemas de classificações de darmas; um quíntuplo, o outro séptuplo. Foi sistema  quíntuplo que mais tarde se tornou o formato padrão e foi importante para o estabelecimento das respectivas características, natureza e funções dos diversos darmas, especialmente os darmas chaitasika e chitta viprayukta dharmas. O sistema séptuplo exibe algumas similaridades com o abidamma páli e parece ser compostos de categorias de darmas que são todos baseados nos sutras.
Ele também expande a tradicional teoria quadrupla de condicionalidade, ao introduzir cerca de 20 tipos de condições em darmas emparelhados. Apesar de ambas não serem a posterior classificação sêxtupla, isto pode ter aberto a porta para inovação posterior.